# Castejón de Valdejasa
Castejón de Valdejasa  (en aragonés Castellón de Val de Chasa) es un municipio y población de España, de la Comarca de las Cinco Villas, perteneciente al partido judicial de Ejea de los Caballeros al noroeste de la provincia de Zaragoza, comunidad autónoma de Aragón, a 45 km de Zaragoza. Tiene un área de 110.1 km² con una población de 216 habitantes (INE 2021) y una densidad de 2,57 hab/km². El código postal es 50612.

## Geografía
Castejón de Valdejasa se encuentra por el norte con Ejea de los Caballeros y Erla, por el este con Sierra de Luna y Zuera, por el sur con Zuera y Zaragoza, y por el oeste con Tauste y Ejea de los Caballeros.
En su término municipal no existen cursos permanentes de agua, habiendo únicamente algunos barrancos, afluentes todos ellos del río Arba.
El punto más alto de Castejón de Valdejasa es el monte de Esteban, con 747 m de altura, que marca el límite entre los términos de Castejón, Tauste y Zaragoza, seguido por el Guarizo, de 745 m de altura.

## Demografía
Castejón de Valdejasa cuenta con una población de 198 habitantes (INE 2024).
| Gráfica de evolución demográfica de Castejón de Valdejasa entre 1842 y 2021                                         |
| |
| Población de derecho según los censos de población del INE Población de hecho según los censos de población del INE |

## Administración y política
| Período   | Alcalde                      | Partido |  |
| 1979-1983 | Alberto Sancho Sánchez       | UCD     |  |
| 1983-1987 | Severiano Bernad Usán        | AP      |  |
| 1987-1991 | José Antonio Bernard Laplaza | PAR     |  |
| 1991-1995 | Avelino Bonet Ansodi         | PSOE    |  |
| 1995-1999 | Avelino Bonet Ansodi         | PSOE    |  |
| 1999-2003 | Avelino Bonet Ansodi         | PSOE    |  |
| 2003-2007 | Avelino Bonet Ansodi         | PSOE    |  |
| 2007-2011 | Avelino Bonet Ansodi         | PSOE    |  |
| 2011-2015 | Jesús Prado Arrieta          | PSOE    |  |
| 2015-2019 | Gil Gil Gil                  | PSOE    |  |
| 2019-2023 | Eduardo Jesús Luna Lamarca   | PSOE    |  |
| 2023-2027 | Rafael Oca Bernad            | PP      |  |

| Partido político    | Partido político                                   | 2003   | 2007   | 2011   | 2015   | 2019   | 2023   |
| Partido político    | Partido político                                   | Ediles | Ediles | Ediles | Ediles | Ediles | Ediles |
|                     | Partido de los Socialistas de Aragón (PSOE-Aragón) | 4      | 4      | 5      | 4      | 2      | 2      |
|                     | Partido Popular de Aragón (PP)                     | 3      | 3      | 2      | 1      | 2      | 3      |
|                     | Chunta Aragonesista (CHA)                          | —      | —      | —      | —      | 1      | —      |
| Total de concejales | Total de concejales                                | 7      | 7      | 7      | 5      | 5      | 5      |

## Cultura

### Patrimonio
- Iglesia parroquial de Santa María la Mayor
- Castillo de Sora
- Ermita de Santa Ana

### Fiestas
- 20 de enero, en honor de san Sebastián
- 25 y 26 de julio, en honor de Santiago y Santa Ana
- Tercer domingo de agosto: Virgen del Rosario